# Уряд Зорана Милановича

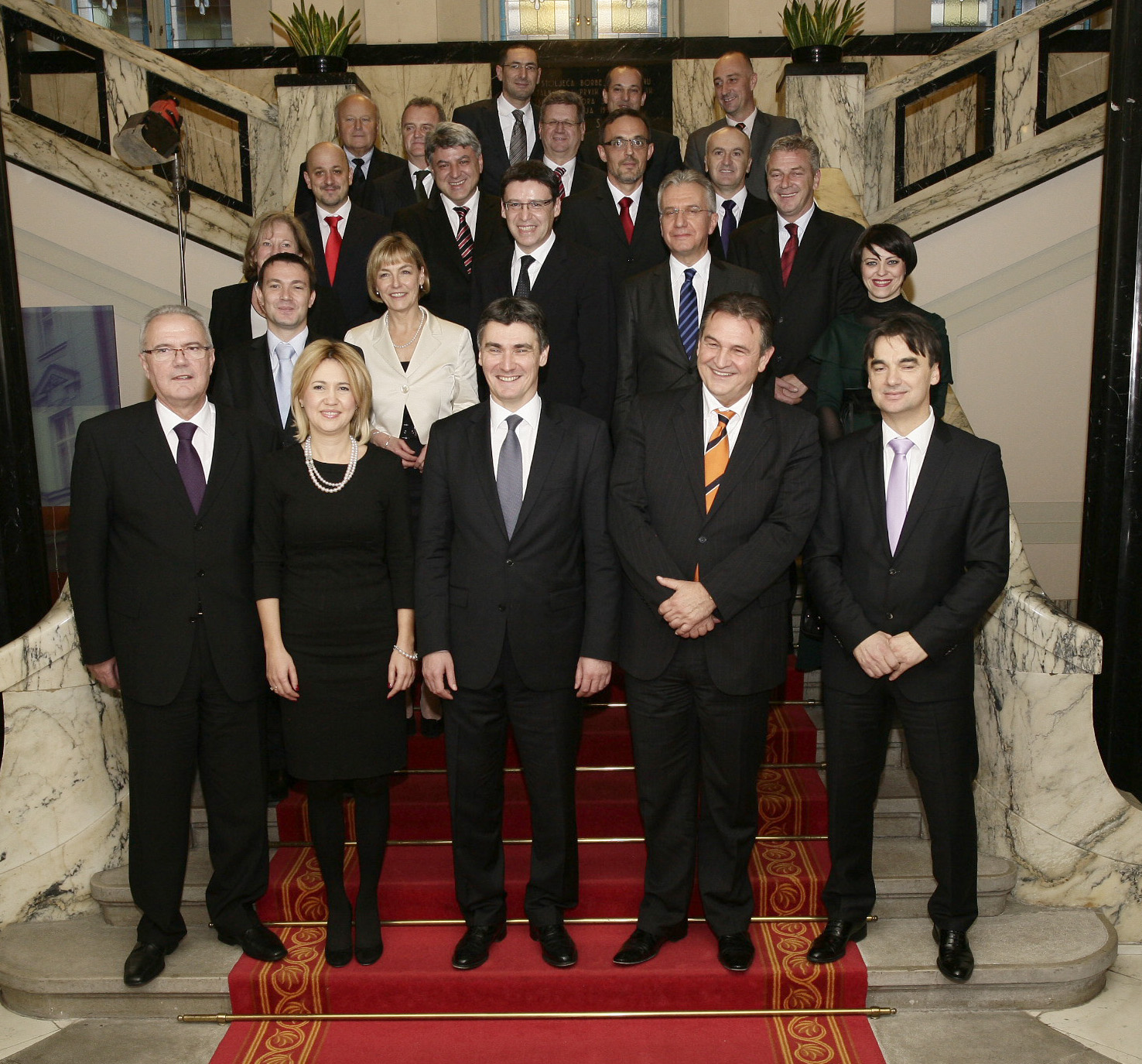
Склад 12-го уряду Хорватії станом на 24 грудня 2011 р. У першому ряду в центрі прем'єр-міністр Зоран Миланович, другий праворуч — перший віцепрем'єр Радимир Чачич та три прем'єри (зліва направо) Невен Міміца, Міланка Опачич і Бранко Грчич.

У́ряд Зо́рана Мила́новича (хорв. Dvanaesta Vlada Republike Hrvatske «Дванадцятий уряд Республіки Хорватія») — сформований за результатами парламентських виборів 2011 уряд Хорватії, який діяв із 23 грудня 2011 до 22 січня 2016 року під керівництвом Зорана Милановича як голови партії-переможниці виборів — Соціал-демократичної партії Хорватії.
Це був дванадцятий за ліком уряд Хорватії з моменту здобуття нею незалежності від Югославії.

## Склад уряду
- Станом на грудень 2011 року кабінет міністрів складався з чотирьох віцепрем'єрів: у випадку з Невеном Міміцею це була його єдина посада в уряді, тоді як Радимир Чачич, Бранко Грчич і Міланка Опачич займали і посаду віцепрем'єра, і міністра відповідного міністерства.[1]
- У листопаді 2012 року Радимира Чачича змінила на посаді першого віцепрем'єра Весна Пусич після його відставки у зв'язку з визнанням його винним у скоєнні ненавмисного вбивства внаслідок ДТП в Угорщині.[2]

| Міністр                           | Міністр                                    | Партія       | Посада                                                                             | Строк повноважень                                                |
| --------------------------------- | ------------------------------------------ | ------------ | ---------------------------------------------------------------------------------- | ---------------------------------------------------------------- |
|                                   | Зоран Миланович                            | СДП          | Прем'єр-міністр                                                                    | 23 грудня 2011 – 22 січня 2016                                   |
|                                   | Весна Пусич                                | ХНП-ЛД       | Перший віцепрем'єр, міністр закордонних та європейських справ                      | 16 листопада 2012 – 22 січня 2016 23 грудня 2011 – 22 січня 2016 |
|                                   | Міланка Опачич                             | СДП          | Віцепрем'єр, міністр соціальної політики та молоді                                 | 23 грудня 2011 – 22 січня 2016                                   |
|                                   | Невен Міміца                               | СДП          | Віцепрем'єр (з питань внутрішньої, зовнішньої та європейської політики)            | 23 грудня 2011 – 30 червня 2013                                  |
|                                   | Бранко Грчич                               | СДП          | Віцепрем'єр (з економіки), міністр регіонального розвитку та управління коштами ЄС | 23 грудня 2011 – 22 січня 2016                                   |
|                                   | Славко Лінич                               | СДП          | Міністр фінансів                                                                   | 23 грудня 2011 – 22 січня 2016                                   |
|                                   | Анте Котроманович                          | СДП          | Міністр оборони                                                                    | 23 грудня 2011 – 22 січня 2016                                   |
|                                   | Ранко Остоїч                               | СДП          | Віцепрем'єр, міністр внутрішніх справ                                              | 15 липня 2013 – 22 січня 2016 23 грудня 2011 – 22 січня 2016     |
|                                   | Іван Врдоляк                               | ХНП-ЛД       | Міністр економіки                                                                  | 16 листопада 2012 – 22 січня 2016                                |
|                                   | Арсен Баук                                 | СДП          | Міністр управління                                                                 | 23 грудня 2011 – 22 січня 2016                                   |
|                                   | Тихомир Яковина                            | СДП          | Міністр сільського господарства                                                    | 23 грудня 2011 – 22 січня 2016                                   |
|                                   | Сініша Хайдаш Дончич                       | СДП          | Міністр морських справ, транспорту та інфраструктури                               | 18 квітня 2012 р. - 22 січня 2016                                |
|                                   | Мірандо Мрсич                              | СДП          | Міністр праці та пенсійної системи                                                 | 23 грудня 2011 – 22 січня 2016                                   |
|                                   | Райко Остоїч (на фото) → Сініша Варга      | СДП          | Міністр охорони здоров'я                                                           | 23 грудня 2011 – 18 червня 2014 18 червня 2014 – 22 січня 2016   |
|                                   | Міхаель Змайлович                          | СДП          | Міністр охорони довкілля та природи                                                | 13 червня 2012 – 22 січня 2016                                   |
|                                   | Желько Йованович (на фото) → Ведран Морнар | СДП          | Міністр науки, освіти та спорту                                                    | 23 грудня 2011 – 11 червня 2014 11 червня 2014 – 22 січня 2016   |
|                                   | Гордан Марас                               | СДП          | Міністр підприємництва та ремесел                                                  | 23 грудня 2011 – 22 січня 2016                                   |
|                                   | Предраг Матич                              | Безпартійний | Міністр у справах ветеранів                                                        | 23 грудня 2011 – 22 січня 2016                                   |
|                                   | Орсат Мілєнич                              | Безпартійний | Міністр юстиції                                                                    | 23 грудня 2011 – 22 січня 2016                                   |
|                                   | Велько Остоїч (на фото) → Дарко Лоренцін   | ДАІ          | Міністр туризму                                                                    | 23 грудня 2011 –9 березня 2013 19 березня 2013 – 22 січня 2016   |
|                                   | Анка Мрак-Таріташ                          | ХНП-ЛД       | Міністр будівництва                                                                | 16 листопада 2012 – 22 січня 2016                                |
|                                   | Андреа Златар-Віолич                       | ХНП-ЛД       | Міністр культури                                                                   | 23 грудня 2011 – 22 січня 2016                                   |
| Джерело: Vlada Republike Hrvatske |                                            |              |                                                                                    |                                                                  |